# IC 3711
IC 3711 је елиптична галаксија у сазвјежђу Дјевица која се налази на листи објеката дубоког неба у Индекс каталогу.
Деклинација објекта је + 11° 10' 36" а ректасцензија 12h 44m 9,3s. Привидна величина (магнитуда) објекта IC 3711 износи 14,6 а фотографска магнитуда 15,6. IC 3711 је још познат и под ознакама VCC 1991, PGC 42878.